# Luzilá Gonçalves Ferreira
Luzilá Gonçalves Ferreira (Garanhuns, Pernambuco, 19 de novembro de 1936) é escritora  e foi professora na Universidade Federal de Pernambuco (UFPE).
Feminista, foi também pesquisadora nas áreas de  Literatura Escrita por Mulheres em Pernambuco e Imprensa Feminina em Pernambuco.  Seus romances mesclam uma proposta panfletário-denunciadora a uma tentativa de conferir certa densidade psicológica às personagens. Nessa área fez doutorado em Paris.

## Obras
- Muito Além do Corpo (1988)
- A Anti-Poesia de Alberto Caeiro (1990)
- Os Rios Turvos (1993)[3][2][4]
- A Garça Malferida (1995)
- Em Busca de Thargélia (1996)
- Humana, Demasiado Humana (2000)[2]
- Voltar a Palermo (2002)[2]
- No Tempo Frágil das Horas (2004)[2]

## Prêmios
O livro Os Rios Turvos, que conta a vida romanceada do poeta Bento Teixeira, foi agraciado com o Prêmio Joaquim Nabuco da Academia Brasileira de Letras, concedido a biografias.

## Imortal
Foi eleita para ocupar a cadeira 38 da Academia Pernambucana de Letras.
Em 2020 recebeu da Câmara Municipal do Recife o título de Cidadã Recifense